# Australobolbus tibialis
Australobolbus tibialis är en skalbaggsart som beskrevs av Henry Fuller Howden 1992. Australobolbus tibialis ingår i släktet Australobolbus och familjen Bolboceratidae. Inga underarter finns listade.